# 迪奧馬特內
11°24′58″N 5°39′20″W / 11.41611°N 5.65556°W
迪奧馬特內（法語：Diomaténé），是馬里的城鎮，位於該國西南部，由錫卡索區的錫卡索省負責管轄，處於錫卡索以北11公里，面積96平方公里，2009年人口4,274，人口密度每平方公里45人。